# Kaltental

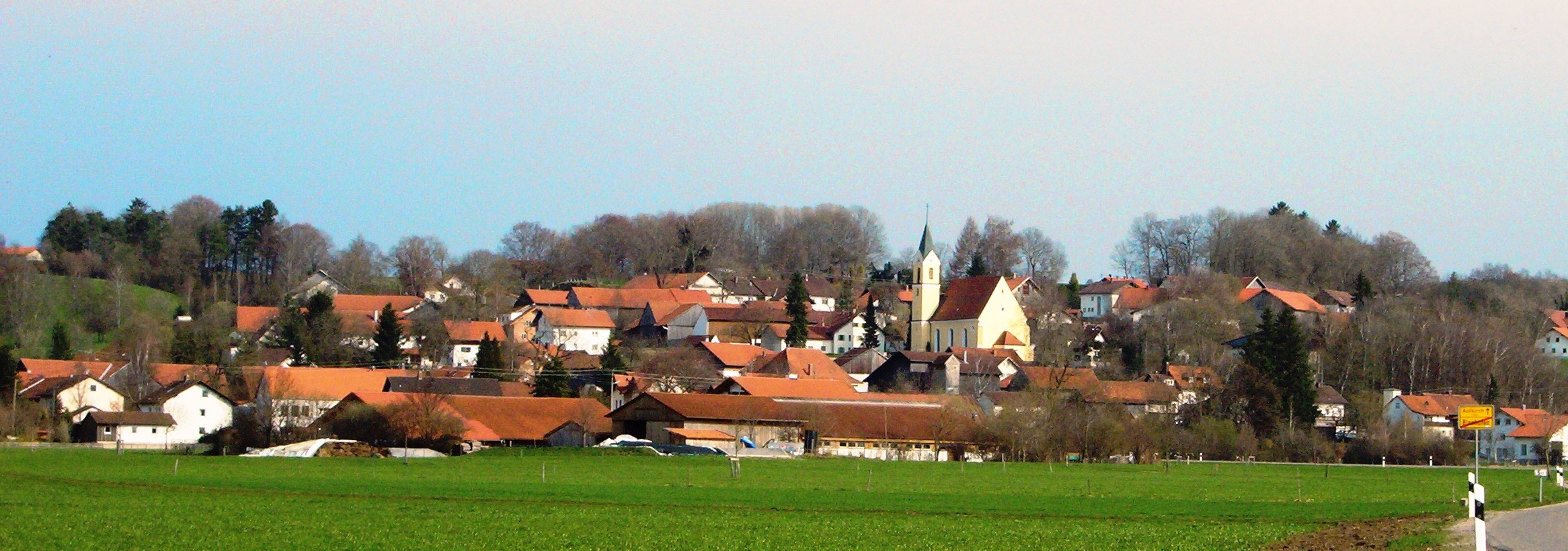
Dzielnica Aufkirch

Kaltental – gmina targowa w południowych Niemczech, w kraju związkowym Bawaria, w rejencji Szwabia, w regionie Allgäu, w powiecie Ostallgäu, wchodzi w skład wspólnoty administracyjnej Westendorf. Leży w Allgäu, około 18 km na północny wschód od Marktoberdorfu, nad rzeką Hühnerbach.

## Demografia
| Rok  | Liczba mieszk. |
| ---- | -------------- |
| 1970 | 1 260          |
| 1987 | 1 232          |
| 2000 | 1 583          |

## Polityka
Wójtem jest Manfred Hauser, rada gminy składa się z 12 osób.
|      | Zieloni/Unabhängige Bürger | HFWG Aufkirch | FFWG Frankenhofen | FWG Blonhofen | Razem |
| 2008 | -                          | 4             | 3                 | 5             | 12    |
| 2002 | 2                          | 4             | 2                 | 4             | 12    |